# Zoe Colletti
Zoe Colletti, född 27 november 2001, är en amerikansk skådespelare.
Colletti har bland annat medverkat i TV-serierna Fear the Walking Dead (2020–2021), Boo, Bitch från 2022. Hon har även medverkat i filmerna Under en öppen himmel från 2018, Scary Stories to Tell in the Dark från 2019 och Jakten på julen från 2021.

## Filmografi (i urval)
- 2018: Under en öppen himmel
- 2019: Scary Stories to Tell in the Dark
- 2020–2021: Fear the Walking Dead
- 2021: Jakten på julen
- 2022: Boo, Bitch
- 2023 – The Family Plan